# Heinrich Weinel
Heinrich Weinel (født 29. april 1874 i Vonhausen i Hessen, død 29. september 1936 i Jena) var en tysk evangelisk teolog. 
I 1899 habiliterede han sig som privatdocent i Berlin, 1900 flyttede han til Bonn; 1904 blev han ekstraordinær og 1907 ordentlig professor i Jena, hvor han virkede til sin død. Mest kendt er han blevet som udgiver af skriftserien: Lebensfragen, hvortil han selv har skrev Paulus (1904) og Jesus im XIX. Jahrhundert (1903, 2. oplag 1906), samt ved det populære lille skrift Die Gleichnisse Jesu (1903, 3. oplag 1910; oversat til dansk 1907). Blandt hans mere videnskabelige arbejder kan nævnes Die Wirkungen des Geistes und der Geister im nachapostolischen Zeitalter bis auf Irenäus (1899) og Biblische Theologie des Neuen Testaments (1911, 3. oplag 1921).